# Recinto amurallado de Peralada

## Historia
En la parte alta de la villa se encuentra el círculo cerrado de la antigua población, del que quedan muros y elementos; se cree que allí estaba el castillo de Tolón, documentado desde el 844.
El recinto fortificado de Peralada data de varios periodos. Los vestigios más antiguos son aproximadamente de los siglos X-XI. Tras la destrucción de la villa el año 1285, en tiempos del enfrentamiento entre Pedro III de Aragón y  Felipe el Atrevido, el recinto fue ampliado. Se conservan restos de los siglos XIII-XIV.

## Descripción

### Primer recinto amurallado
Peralada ha dispuesto de doble recinto amurallado, del que sólo se conservan algunos vestigios. Del más antiguo, probablemente de los siglos X-XI, hecho con sillares sin escuadrar y dispuestos en espiga, se conserva un tramo en la calle de San Sebastián y otro tramo en la calle de Bajo Muralla, con construcciones superpuestas del siglo XVIII que impiden la visión continuada. Es una construcción con aparatos de piedras sin escuadrar, con almenas en la parte superior, y aspilleras en el centro de estos. Un tercer tramo lo podemos ver en la Cuesta de las Monjas, lugar donde sigue en pie el portal por donde antiguamente se accedía al Castro Tolon, con un arco de medio punto hecho con dovelas de piedra caliza.
Este primer recinto de murallas aún conserva dos portales: uno en la parte noreste del casco antiguo, llamado de la Cuesta de las Monjas, y otro en el sector meridional de la plaza de Santo Domingo, junto al antiguo convento homónimo, del que sólo se conserva el claustro, y adosado a la casa Aviñón, o del Marqués de Campos.

### Segundo recinto amurallado
El segundo recinto amurallado se amplió por la parte sureste, lugar donde se abrió una nueva puerta de acceso que, de entrada al pueblo, conduce a la plaza de la Fuente y, de salida, nos encamina hacia la ermita de San Sebastián y en la carretera de Vilabertran, pasó a incluir intramuros el arrabal de levante, con el barrio judío y el convento del Carmen, junto al convento se encuentra el Portal del Conde, por donde se accede a la plaza y a la iglesia del convento; con arco de medio punto, adovelado, y encima hay un fragmento del aparato de construcción realizado con guijarros que se disponen inclinados en un solo sentido formando hiladas seguidas. Al llegar a la altura del convento quedan los restos de murallas más conocidas, muy reconstruidas en la segunda mitad del siglo XIX, con una torre de base circular, con almenas y varias aspilleras. Seguía el cinturón amurallado hasta confluir con la ampliación de la fortificación de la calle de Bajo Muralla, hoy calle de la Fuente, cobijando el hospital y el barrio de Vilella.

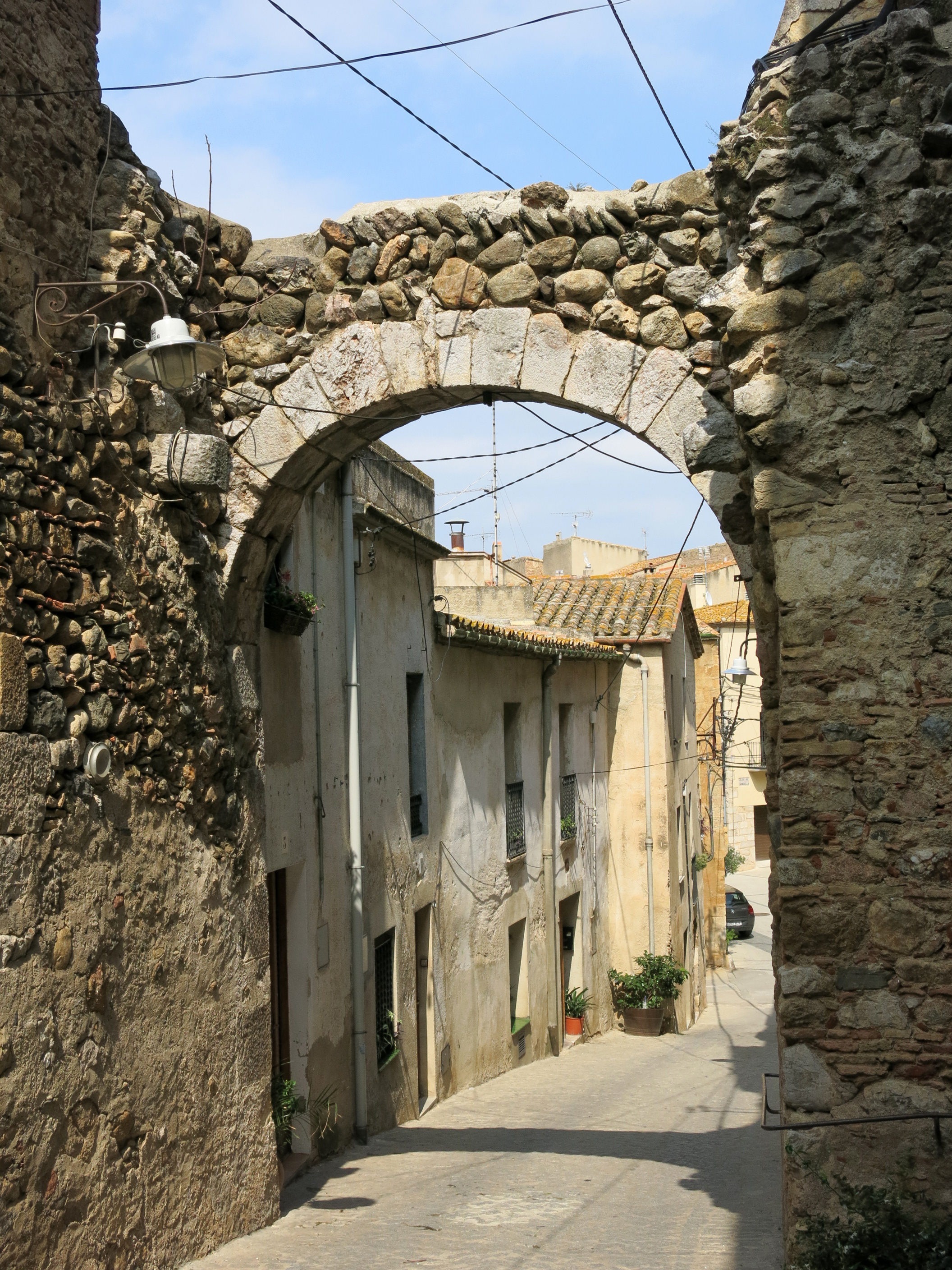
Portal de la Cuesta de les Mongas, del primer recinto amurallado.
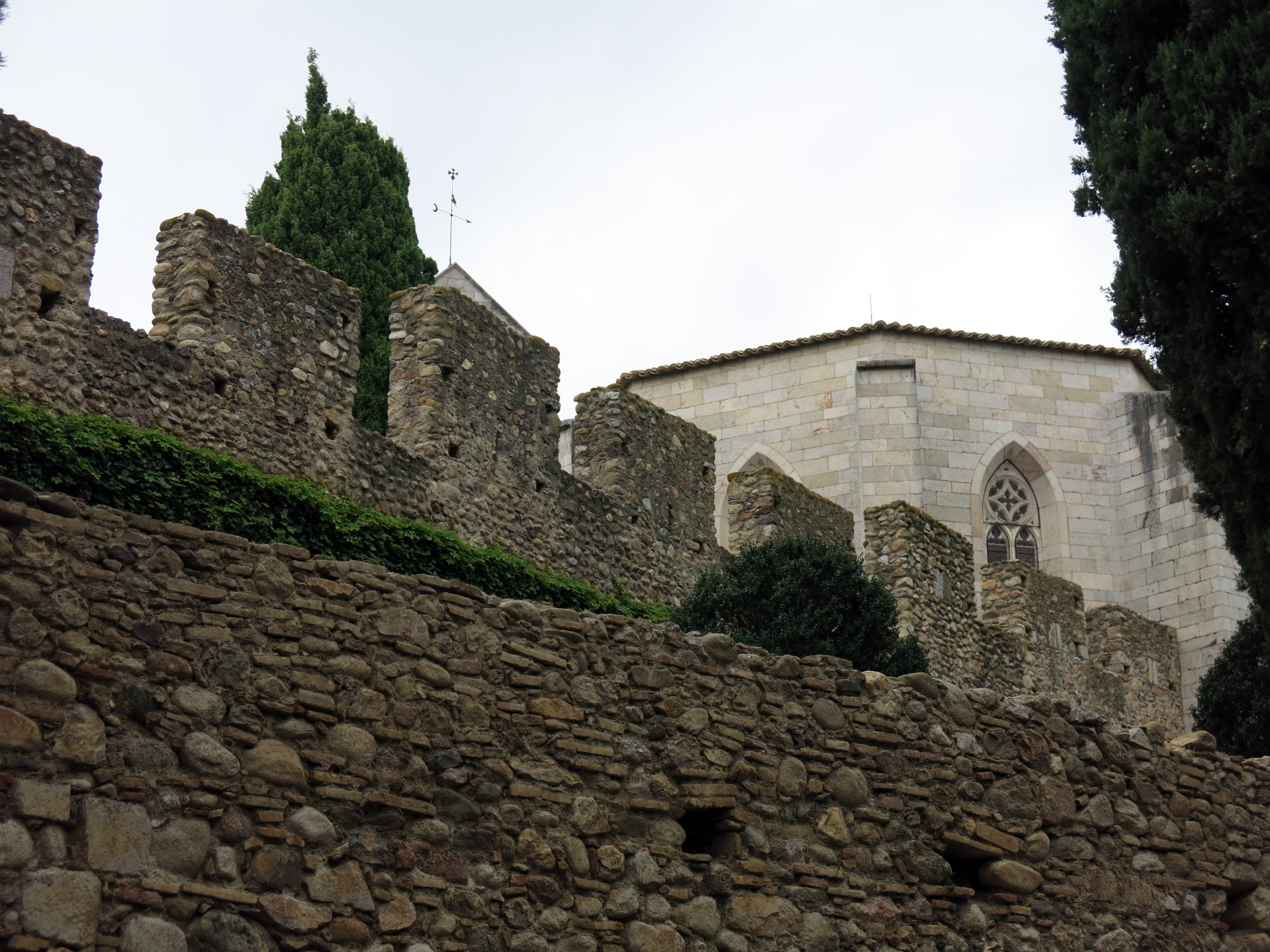
Tramo de muralla detrás del claustro del Carmen en el segundo recinto.
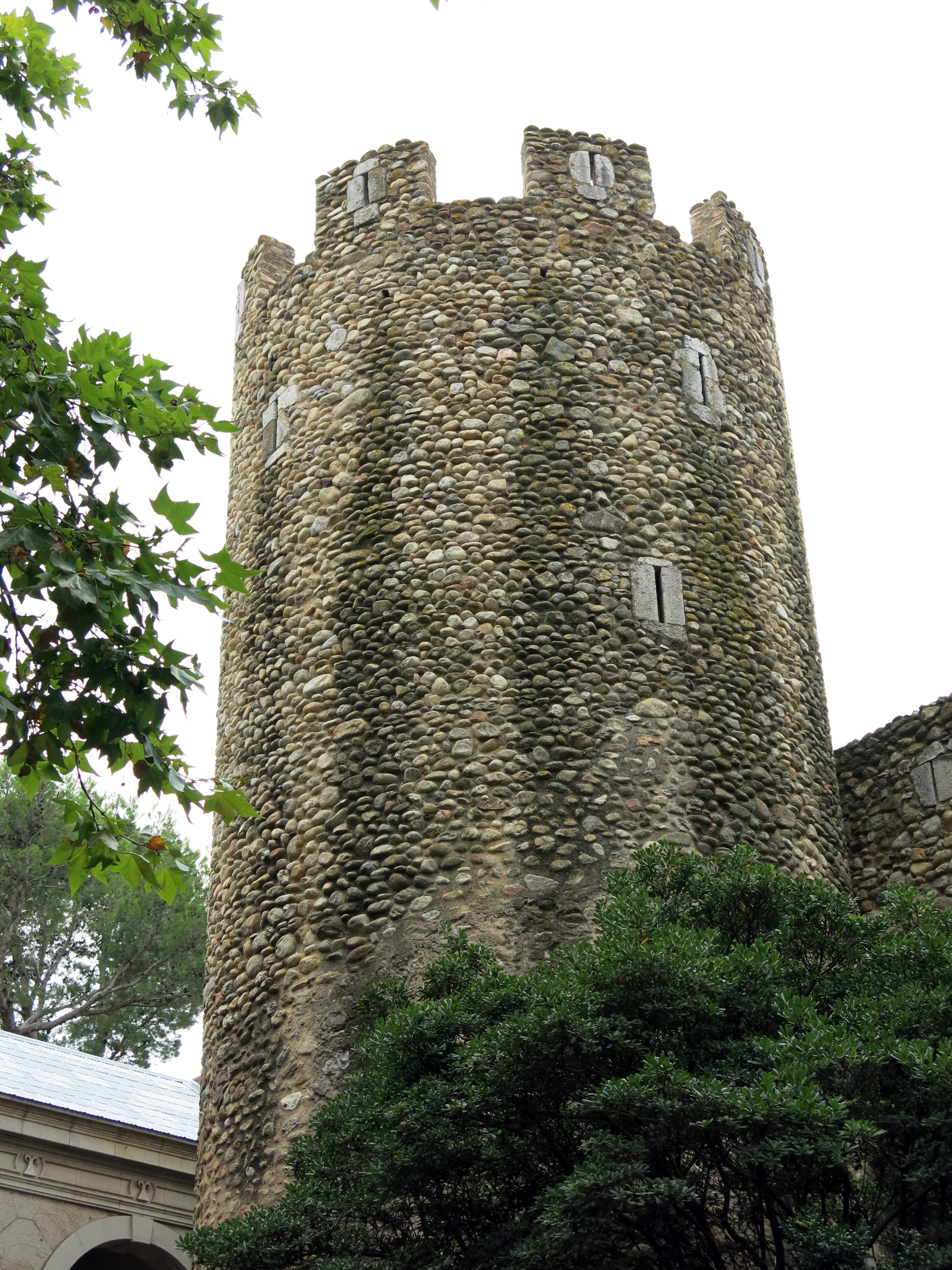
Torre restaurada del segundo recinto.